# Hallbergmoos
Hallbergmoos – miejscowość i gmina w Niemczech, w kraju związkowym Bawaria, w rejencji Górna Bawaria, w regionie Monachium, w powiecie Freising. Leży około 8 km na południe od Freising, przy linii kolejowej Monachium – Port lotniczy Monachium.

## Dzielnice
W skład gminy wchodzą następujące dzielnice: Birkeneck, Brandstadl, Erching, Fischerhof, Goldach, Mariabrunn i Zwillingshof.

## Demografia
| Rok  | Liczba mieszk. |
| ---- | -------------- |
| 1960 | 2 771          |
| 1970 | 2 903          |
| 1980 | 3 534          |
| 1990 | 4 822          |
| 2000 | 7 287          |
| 2001 | 7 545          |
| 2002 | 7 817          |
| 2003 | 7 944          |
| 2004 | 8 252          |
| 2005 | 8 409          |
| 2007 | 8 850          |

### Struktura wiekowa
Dane o ludności z 31 grudnia 2008:
| Opis                                | Ogółem | Ogółem | Kobiety | Kobiety | Mężczyźni | Mężczyźni |
| ----------------------------------- | ------ | ------ | ------- | ------- | --------- | --------- |
| Jednostka                           | osób   | %      | osób    | %       | osób      | %         |
| Populacja                           | 9047   | 100    | 4369    | 48,29   | 4678      | 51,71     |
| Wiek przedprodukcyjny (0–17 lat)    | 1845   | 20,39  | 864     | 9,55    | 981       | 10,84     |
| Wiek produkcyjny (18–65 lat)        | 6378   | 70,5   | 3051    | 33,72   | 3327      | 36,77     |
| Wiek poprodukcyjny (powyżej 65 lat) | 824    | 9,11   | 454     | 5,02    | 370       | 4,09      |

## Polityka
Wójtem gminy jest Klaus Stallmeister z FW, rada gminy składa się z osób.
|      | CSU | SPD | FW | Einigkeit | Zieloni | Razem |
| 2008 | 6   | 3   | 7  | 3         | 1       | 20    |
| 2002 | 4   | 2   | 11 | 3         | -       | 20    |

## Gospodarka
Gmina znajduje się w bezpośrednim sąsiedztwie Międzynarodowego Portu Lotniczego Monachium. Na jej terenie znajduje się wiele hoteli lotniskowych oraz zakłady: Avid, SAP AG, O2, Carl Zeiss, Bull Computer, Cisco Systems, Citrix.